# La casa sperduta nel parco
La casa sperduta nel parco è un film del 1980, diretto da Ruggero Deodato.
Appartiene al genere revenge movie, i film di "stupro e vendetta", il filone a cui appartiene il film L'ultima casa a sinistra, diretto da Wes Craven nel 1972, è considerato uno dei primi e più importanti film di questo genere.

## Trama
Nella scena iniziale, Alex, un maniaco stupratore, insegue in macchina la giovane Susan, da sola alla guida del suo veicolo. Una volta che i due si ritrovano a percorrere una strada isolata, Alex le taglia la strada per poi violentarla e ucciderla, appropriandosi della collana che Susan porta al collo.
Alex lavora come meccanico tuttofare in un parcheggio sotterraneo a New York assieme al suo amico Ricky, un minorato mentale. Una sera giungono all'officina Tom e la sua ragazza, Liza: si stanno recando a una festa nella villa fuori città di Tom ma la macchina ha un piccolo guasto. Alex rimedia velocemente al problema e, per riconoscenza, sia lui che Ricky vengono invitati alla festa da Tom. Alex acconsente, non prima di essersi nascosto un rasoio nella tasca del giubbotto, senza farsi vedere. Arrivati al villino, trovano gli invitati, due coppie di ragazzi borghesi, già presenti. Alex cerca di sedurre inutilmente Liza, che addirittura si fa la doccia davanti a lui, mentre Ricky balla e gioca a poker con gli altri. La situazione inizia a degenerare quando Alex capisce che lui e Ricky sono stati invitati come buffoni della serata, con Ricky che inizia a essere in debito di una cifra importante a poker ed è Alex ad accorgersi che gli altri stanno barando contro il suo amico. Da qui in poi, Alex instaurerà il suo regno di terrore sulla casa con la complicità altalenante di Ricky, talvolta non pienamente convinto delle azioni tremendamente violente di Alex. Tenendo tutti sotto scacco con il rasoio, Alex picchia ripetutamente i ragazzi presenti e violenta Liza.
La goccia che fa ulteriormente traboccare il vaso coincide con l'arrivo di Cindy, una giovanissima amica degli invitati che viene attratta con l'inganno da Alex in casa: colpito dal suo aspetto ingenuo e innocente, Alex inizia a denudarla e seviziarla con il rasoio. A questo punto, Tom estrae da un cassetto una pistola, ribaltando la situazione: Tom, che si rivela come il fratello di Susan, racconta che tutta la serata è stata una macchinazione volta a portare Alex in casa sua e, con il pretesto della legittima difesa, vendicare la morte della sorella eliminandolo. Dopo diversi colpi di pistola (di cui uno plateale ai testicoli), Alex barcolla e cade nella piscina della villa, dove rimane vittima di una vera e propria esecuzione da parte degli altri invitati. Eliminato Alex e perdonato Ricky, ferito per errore da Alex, Tom quasi insinua che Liza abbia trovato il tutto eccitante. L'ultima inquadratura mostra il cadavere di Alex galleggiare nella piscina.

## Produzione
La casa sperduta nel parco è stato girato da Ruggero Deodato subito dopo il suo cult movie, il controverso Cannibal Holocaust. Il produttore è sempre Franco Palaggi, e il cast tecnico è quello della pellicola precedente (Vincenzo Tomassi al montaggio, Sergio D'Offizi alla fotografia e Riz Ortolani alla colonna sonora, che usa una musica dolce, in contrasto con le scene di una violenza brutale, proprio come per Cannibal Holocaust).
Il film è stato realizzato per far quadrare i conti, dato che Cannibal Holocaust, in Italia, non aveva incassato molto, a causa delle sue traversie giudiziali.
L'idea del film nacque durante le riprese di Cannibal Holocaust. Deodato girò delle scene in esterni, per poi trarne un film. In seguito chiamò lo sceneggiatore Gianfranco Clerici, che scrisse Cannibal Holocaust, e gli commissionò la sceneggiatura.
Le riprese durarono tre settimane e si svolsero tra New York e una prestigiosa villa nel ricco quartiere romano dell'Olgiata. Il film uscì nelle sale cinematografiche italiane il 6 novembre 1980.

### Cast
Il protagonista del film è l'attore statunitense David Hess, famoso per aver interpretato L'ultima casa a sinistra, che lavorerà ancora con Deodato in Camping del terrore. Al suo fianco c'è Giovanni Lombardo Radice, presenza costante nei thriller e horror italiani di quegli anni.
La scena dello stupro iniziale è stata interpretata da Hess insieme alla moglie.

## Accoglienza

### Critica
La critica dell'epoca accusò il film di misoginia, ed evidenziò l'inverosimiglianza del finale della pellicola.
Negli anni successivi, come altri prodotti del cinema italiano di genere, il film è stato rivalutato. Gordiano Lupi ha scritto: «La casa sperduta nel parco è un film claustrofobico e inquietante, un film dove non si salva nessuno. Non ci sono buoni o cattivi, non ci sono vittime e carnefici, incontriamo ad ogni scena solo terrore, violenza e disgusto».

### Censura
Anche per questo film Deodato ha avuto problemi con la censura. In Inghilterra, quando videro il prologo con lo stupro, decisero subito di bandirlo (nel 2002 passò in dvd in una versione di soli 76 minuti di durata. Nel 2011 ne passò una nuova versione di 88 minuti, mentre ha raggiunto la sua integralità di 92 minuti solo nel 2022), mentre in Italia è stato vietato ai minori di 18 anni con tagli per circa 40 secondi (17,90 metri come riportato dal sito Italia taglia). 
Deodato, in più di un'intervista, ha affermato che sarebbe impossibile girare un simile film, attualmente, in Italia.

## Titoli per l'estero
Il film è uscito negli Stati Uniti come House on the Edge of the Park, in Francia come La maison au fond du parc, in Germania come Der Schlitzer e in Spagna come Trampa para un violador.

## Home Video
Come per Cannibal Holocaust è uscito in Italia, in versione integrale il dvd del film, con vari contenuti speciali come il commento degli attori e del regista e varie immagini di scena.